# جولی اسمیت (بازیکن سافتبال)
جولی اسمیت (انگلیسی: Julie Smith؛ زادهٔ ۱۰ مه ۱۹۶۸) بازیکن سافتبال اهل ایالات متحده آمریکا بود.
وی در مسابقات کشوری و بین‌المللی در مجموع برندهٔ ۱ مدال طلا شده‌است.